# Wyse (Unternehmen)
Wyse war ein amerikanischer Hersteller von Motorrollern.
In den Jahren nach dem Zweiten Weltkrieg entstand 1947 in den Vereinigten Staaten der Wyse-Motorroller (Wyse-Cycle) mit einem leicht schräg stehenden 332 cm³-Einzylindermotor. Der Roller erreichte eine Spitzengeschwindigkeit von 65 km/h und war an den Seiten und über dem Hinterrad vollständig verkleidet.